# Sobrant Estocàstic (algorisme genètic)
Mètode de selecció proporcional a l'aptitud, proposat com a millora del mètode de Selecció de la ruleta
Va ser proposat per Booker i Brindle com una alternativa per aproximar-se més als valors de còpies esperats per individu. Assigna determinísticament les parts senceres dels valors esperats per a cada individu i després utilitza un altre esquema (proporcional) per a la part fraccionària. Això redueix els problemes de la ruleta, però pot dur a la convergència prematura.